# Provincia di Bokeo
La provincia di Bokeo (in lao ແຂວງບໍ່ແກ້ວ, Khwaeng Bokèo) è una provincia del Laos nord-occidentale con capoluogo Ban Houayxay. Nel 2004, la provincia contava su una popolazione di 149.700 abitanti distribuiti su una superficie di 6.196 km², per una densità di 24,16 ab./km². Fu creata nel 1983, quando le venne assegnata una parte del territorio della provincia di Luang Namtha. Il nome Bokeo significa "miniera di gemme", ed indica i ricchi giacimenti di pietre preziose e semipreziose presenti nella provincia.

## Geografia fisica
La frontiera nord-occidentale con la Birmania e quella sud-occidentale con la Thailandia sono delimitate dal Mekong. A nord-est la provincia confina con la provincia di Luang Namtha, a sud-est con quella di Oudomxay ed all'estremo sud con quella di Xaignabouli. Nel capoluogo Huay Xai, che si affaccia sul Mekong di fronte alla città thailandese di Chiang Khong, è presente l'unico posto di frontiera tra il Laos e la Thailandia della provincia. Attualmente si attraversa con delle imbarcazioni sul Mekong, ma è in fase di progettazione un ponte che colleghi le due sponde.
Il territorio provinciale è prevalentemente collinare ed è coperto da una fitta giungla, anche se negli ultimi anni la deforestazione è stata intensa. Bokeo si trova all'interno del Triangolo d'oro, oltre alla produzione di oppio, che negli ultimi anni si è sensibilmente ridotta, Bokeo rappresenta un importante punto di accesso per i contrabbandieri della Birmania, dove invece la produzione di oppio ed eroina è tuttora elevata.

## Geografia antropica

### Suddivisioni amministrative
La provincia di Bokeo è suddivisa nei seguenti 5 distretti (in lao: ເມືອງ, trasl.: mueang) ed 1 area speciale (in lao: ເຂດພິເສດ, trasl.: Khét pisét):
| Codice | Nome traslitterato del distretto   | Nome lao   |
| ------ | ---------------------------------- | ---------- |
| 0501   | Mueang Houay Xay                   | ເມືອງຫ້ວຍຊາຍ |
| 0502   | Mueang Ton Pheung                  | ເມືອງຕົ້ນເຜິ້ງ  |
| 0503   | Meung Meung                        | ເມືອງເມິງ    |
| 0504   | Mueang Pha Oudom                   | ເມືອງຜາອຸດົມ  |
| 0505   | Mueang Pak Tha                     | ເມືອງປາກທາ  |
| 0506   | Khét pisét Nam nhu (area speciale) | ເຂດພິເສດນ້ຳຍູ້ |

## Cultura
La provincia ospita circa 34 diversi gruppi etnici ed è la più variegata del Laos dal punto di vista etnologico. Dal 2000, si festeggia a Done Sao, un'isola sul Mekong che fa parte della provincia, il festival dei fiori di kapok, un evento che ha richiamato 127.000 turisti nella stagione 2008-2009.

## Ambiente
Bokeo ospita gli unici esemplari al mondo di nomascus concolor lu (gibbone laotiano dal ciuffo), una sotto-specie del gibbone dal ciuffo creduta estinta ma riapparsa nel 1997. Il rischio di estinzione si deve alla deforestazione ed alla pratica agricola del debbio, utilizzata da secoli dalle etnie delle colline.

## Trasporti
La Provincia di Bokeo è servita da un nuovo aeroporto, il Bokeo International Airport, finito di costruire nel 2024 e già attivo.